# نویتس-لتویتس
نویتس-لتویتس (به آلمانی: Neutz-Lettewitz) یک منطقهٔ مسکونی در آلمان است که در لبیون-وتین واقع شده‌است. نویتس-لتویتس ۸۸۶ نفر جمعیت دارد.